# Edstjärnen (Blomskogs socken, Värmland)
Edstjärnen är en sjö i Årjängs kommun i Värmland och ingår i Göta älvs huvudavrinningsområde.